# برگرهوت
برگرهوت (به لاتین: Borgerhout) یک منطقهٔ مسکونی در بلژیک است که در آنتورپ واقع شده‌است. برگرهوت ۳٫۹۳ کیلومتر مربع مساحت و ۴۵٬۹۴۸ نفر جمعیت دارد.